# Beefeater
Beefeater (gin) – marka ginu, pochodząca z Wielkiej Brytanii, produkowana przez firmę Jamesa Burrougha, należącą obecnie do grupy alkoholowej Pernod Ricard. Gin ten jest butelkowany i produkowany w Zjednoczonym Królestwie Wielkiej Brytanii, w Londynie. Marka pozostawała w rodzinie Burrough do roku 1987.
Gin Beefeater produkowany jest z kompozycji ziół, w której skład oprócz jałowca, niezbędnego składnika ginu, wchodzą również dzięgiel, kolendra, lukrecja, migdały, irys i cytrusy. Trunki te mają 40% zawartości alkoholu. 
Gin Beefeater najczęściej podaje się z tonikiem (gin z tonikiem), który znany jest z łagodzenia nieco ostrego smaku trunków tego typu.

## Historia
W roku 1862 James Burrough wykupił od Johna Taylora destylarnię na Cale Street w Chelsea, a w 1863 roku zaczął w niej produkować gin. Jego alkohol charakteryzował się unikalnym stylem produkcji, dzięki czemu podtrzymywana była marka destylarni i poszerzane grono odbiorców.
W roku 1876 w portfolio firmy znajdowały się takie marki ginów jak Ye Olde Chelsea czy James Bourrough London Dry. Poprzez eksperymenty i próby z użyciem nowych metod pozyskiwania alkoholi, Burrough stworzył unikalną recepturę, w której podstawę stanowi dziewięć składników roślinnych: jagody jałowca, korzeń i nasiona dzięgiela, nasiona kolendry, lukrecja, migdały, korzeń irysa oraz skórki pomarańczy sewilskich i cytryny. Gin ten, nazwany Beefeater, szybko zyskał na popularności, zatem został sztandarowym produktem destylarni James Burrough Company.
Niedługo po stworzeniu receptury Beefeatera w 1895 roku, firma weszła w stadium szybkiego rozwoju. Wymagana była budowa większej destylarni, i taka powstała w 1908 roku w Lambeth. Natomiast w 1958 roku produkcję przeniesiono do Kennington, gdzie John Dore, angielski producent sprzętu destylarskiego, stworzył miedziane, większe wersje alembików z destylarni Chelsea.
W lutym 2013 roku firma Pernod Ricard ogłosiła rozpoczęcie prac nad otwarciem centrum dla zwiedzających w istniejącej destylarni Beefeater.

## Nazwa
Nazwa “Beefeater” pochodzi od Yeomen Warders, strażników londyńskiego zamku Tower. Na etykiecie widnieje podobizna strażnika w tradycyjnym stroju. Yeomeni powoływani byli  od 1485 roku spośród chłopów średniorolnych, którzy, posiadając konie, mieli możliwość stawienia się do walki konno. Ich zadaniem początkowo była ochrona zamku Tower, który był strategicznie ważny dla Korony, ponieważ osadzano w nim więźniów, ale także przechowywano w nim skarby rodziny królewskiej, włączając w to angielskie insygnia koronne.
Obecnie Yeomen Wardens to grupa 35 strażników wraz z dowódcą, do ich obowiązków należy ochrona twierdzy, pilnowanie zwiedzających ją turystów i sprawowanie opieki nad krukami – ponieważ według legendy dopóki ptaki te żyją w Tower, dopóty istnieć będzie imperium brytyjskie.
Strażników Tower nazywano zwyczajowo właśnie Beefeaters. Chociaż etymologia tego pojęcia jest niejasna, najprawdopodobniej pochodzi od tego, że pierwsi strażnicy Tower mieli gwarantowane w żołdzie racje mięsne, zwykle wołowinę, wieprzowinę lub baraninę, jednak według ówczesnych opinii preferowali oni wołowinę (ang. beef), której racje opisywane były jako bardzo duże, stąd okrzyknięto ich “zjadaczami wołowiny” – ang. Beefeaters.

## Produkcja
Beefeater składa się m.in. z dziewięciu podstawowych składników roślinnych: jagód jałowca, korzeni i nasion dzięgiela, nasion kolendry, lukrecji, migdałów, korzeni irysa oraz skórek pomarańczy sewilskich i cytryny. Gin ten wyróżnia opracowana przez Jamesa Burrougha w latach 60. XIX wieku metoda otrzymywania go. Składniki roślinne są bowiem namaczane – macerowane przez 24 godziny przed rozpoczęciem procesu destylacji. Pozwala to na lepsze wydobycie olejków eterycznych ze składników, prowadząc tym samym do pełniejszego smaku alkoholu. Sama destylacja zajmuje około 8 godzin.
Beefeater jest jednym z pięciu alkoholi na świecie destylowanych w samym Londynie.

## Warianty
Beefeater jest dostępny w dwóch wariantach i w wersji specjalnej Burrough’s Reserve.
·         Dry
Klasyczny gin, produkowany według receptury Jamesa Burrougha. Gin ten najczęściej podawany jest z tonikiem, ale także jako składnik klasycznych drinków wydobywających jego niezwykły smak i aromat (np. w połączeniu z wermutem).
·         Beefeater 24
Unikalna mieszanka, która oprócz jałowca i pozostałych składników charakterystycznych dla tej marki, zawiera również skórkę grejpfruta, chińską zieloną herbatę i japońską senchę. Mieszanka ta pozwala na skojarzenie tego ginu w drinkach z napojami które rzadko spotyka się w innych koktajlach na bazie ginu, takimi jak mrożona herbata czy soki owocowe.
·        Burrough’s Reserve
Gin ten produkowany jest ręcznie w oryginalnym alembiku Jamesa Burrougha, Nr 12. Alembik ten ma pojemność zaledwie 268 litrów, produkowana mieszanka jest zatem butelkowana w niewielkich partiach w butelki oznaczone unikalnym numerem partii i butelki. Mieszanka dojrzewa w rzadkich dębowych beczkach Jean de Lillet, które są dobierane ręcznie przez Mistrza Destylarskiego firmy. Butelki tego ginu oddają ducha jego produkcji, zawierając w sobie elementy miedziane, symbolizujące alembik i drewniane – beczki.

## Nagrody

### Beefeater
| Rok  | Produkt                             | Nagroda                   | Medal                                                      |
| ---- | ----------------------------------- | ------------------------- | ---------------------------------------------------------- |
| 2012 | Beefeater London Dry 40%            | IWSC                      | Gold Outstanding                                           |
| 2012 | Beefeater London Dry 47%            | ISC                       | Gold                                                       |
| 2012 | Beefeater London Dry 40%            | ISC                       | Silver                                                     |
| 2012 | Beefeater London Dry Gin 47%        | The Asian Spirits Masters | Silver                                                     |
| 2012 | Beefeater London Dry Gin 47%        | The Gin Masters           | Master                                                     |
| 2012 | Beefeater London Dry 47%            | IWSC                      | Silver Outstanding                                         |
| 2012 | Beefeater London Dry 40%            | IWSC                      | Trophy                                                     |
| 2012 | Beefeater London Dry 47%            | ISC                       | Trophy                                                     |
| 2011 | Beefeater London Dry Gin 47%        | IWSC                      | IWSC 2011 Silver Best In Class                             |
| 2011 | Beefeater London Dry Gin 40%        | The Gin Masters           | B40 – Silver                                               |
| 2011 | Beefeater London Dry Gin 40%        | IWSC                      | IWSC 2011 Silver                                           |
| 2011 | Beefeater London Dry Gin 40%        | SFWSC                     | Gold                                                       |
| 2011 | Beefeater London Dry Gin 47%        | The Gin Masters           | B47 – Gold                                                 |
| 2011 | Beefeater London Dry Market Edition | The Gin Masters           | Beefeater Market – Silver                                  |
| 2010 | Beefeater London Dry Gin 47%        | The Gin Masters           | Beefeater 47% Super Premium Award                          |
| 2010 | Beefeater London Dry Gin 40%        | The Gin Masters           | Gold Award – Premium – Beefeater 40%                       |
| 2010 | Beefeater London Dry Gin 40%        | IWSC                      | IWSC Silver Award                                          |
| 2010 | Beefeater London Dry Gin 47%        | IWSC                      | IWSC Silver Award                                          |
| 2010 | Beefeater London Dry Gin 47%        | ISC                       | Silver Award                                               |
| 2010 | Beefeater London Dry Summer Edition | The Gin Masters           | Design and Packaging Awards – Silver                       |
| 2009 | Beefeater Gin 47%                   | IWSC                      | Gold Best In Class                                         |
| 2009 | Beefeater Gin 47%                   | SFWSC                     | Gold Medal                                                 |
| 2009 | Beefeater Gin 47%                   | IWSC                      | IWSC – Trophy – Gin                                        |
| 2009 | Beefeater                           | The Gin Masters           | Beefeater – 40% – Gold                                     |
| 2009 | Beefeater Gin 47%                   | The Gin Masters           | Beefeater 47% – Design and Packaging – Master              |
| 2009 | Beefeater                           | The Gin Masters           | Beefeater – Design and Packaging – Gold                    |
| 2009 | Beefeater London Dry Gin 47%        | ISC                       | ISC Silver Medal 2009                                      |
| 2009 | Beefeater London Dry Gin 40%        | IWSC                      | Bronze                                                     |
| 2008 | Beefeater Gin 47%                   | IWSC                      | Gold Best in Class                                         |
| 2008 | Beefeater Gin 47%                   | SFWSC                     | San FrancISCo 2008 Double Gold                             |
| 2008 | Beefeater London Dry Gin 40%        | IWSC                      | IWSC Silver Medal 2008                                     |
| 2008 | Beefeater London Dry Gin 47%        | ISC                       | ISC Gold Medal 2008                                        |
| 2008 | Beefeater London Dry Gin 40%        | ISC                       | ISC Gold Medal 2008                                        |
| 2008 | Beefeater Gin 47%                   | IWSC                      | IWSC Gold Medal 2008                                       |
| 2007 | Beefeater Crown Jewel               | IWSC                      | IWSC Crown Jewel Trophy – Desmond Payne holding the trophy |
| 2007 | Beefeater                           | ISC                       | 2007 ISC Gold Medal Logo                                   |
| 2007 | Beefeater                           | IWSC                      | IWSC Crown Jewel Trophy – Desmond Payne holding the trophy |

### Beefeater 24
| Rok  | Produkt      | Nagroda                                 | Medal                                        |
| ---- | ------------ | --------------------------------------- | -------------------------------------------- |
| 2012 | Beefeater 24 | The Asian Spirits Masters               | Gold                                         |
| 2012 | Beefeater 24 | IWSC                                    | Silver                                       |
| 2011 | Beefeater 24 | ISC                                     | Bronze                                       |
| 2011 | Beefeater 24 | IWSC                                    | IWSC 2011 Silver                             |
| 2011 | Beefeater 24 | The Gin Masters                         | B24 – Gold                                   |
| 2010 | Beefeater 24 | IWSC                                    | IWSC Gold Best In Class Award                |
| 2010 | Beefeater 24 | The Gin Masters                         | Master Award – Super Premium – Beefeater 24  |
| 2010 | Beefeater 24 | SFWSC                                   | SFWSC Best Gin Award                         |
| 2010 | Beefeater 24 | ISC                                     | Silver Award                                 |
| 2010 | Beefeater 24 | Drinks International Cocktail Challenge | Trophy                                       |
| 2010 | Beefeater 24 | The Gin Masters                         | Beefeater 24 Super Premium                   |
| 2009 | Beefeater 24 | ISC                                     | ISC Silver Medal 2009                        |
| 2009 | Beefeater 24 | ISC                                     | ISC Gold Medal 2009                          |
| 2009 | Beefeater 24 | IWSC                                    | Gold Best In Class                           |
| 2009 | Beefeater 24 | IWSC                                    | IWSC – Trophy – Gin                          |
| 2009 | Beefeater 24 | The Gin Masters                         | Beefeater 24 – Design and Packaging – Master |
| 2009 | Beefeater 24 | ISC                                     | ISC Gold Medal 2009                          |
| 2009 | Beefeater 24 | The Gin Masters                         | Beefeater 24 – Gold                          |
| 2009 | Beefeater 24 | The Gin Masters                         | Beefeater 24 – Gold                          |
| 2009 | Beefeater 24 | IWSC                                    | IWSC – Trophy – Gin                          |